# البطولات الفرنسية 1913 (كرة مضرب)
في دورة رولان غاروس الدولية عام 1913 فاز في بطولة فردي الرجال اللاعب ( الفرنسي) ماكس ديسوجايس (Max Decugis).